# 蘆峴站
蘆峴站（朝鲜语：로현역；）曾为朝鲜铁路云山线上的一个车站，位于平安北道香山郡，废止时间不明。